# アルバプ
アルバプ（朝鮮語: 알밥）は、魚卵を入れて作ったビビンバのこと。
飛魚の卵を含めた様々な魚の卵が使われ、熱いトゥッペギ（土鍋）やトルソッ（石鍋）に盛り付けられる。

## ギャラリー

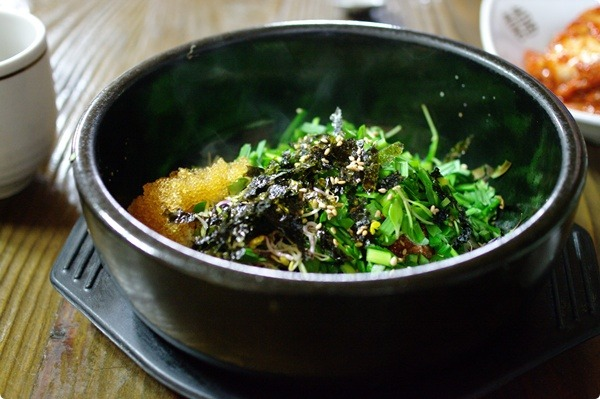
トゥッペギ（朝鮮語版）（土鍋）に入ったアルバプ
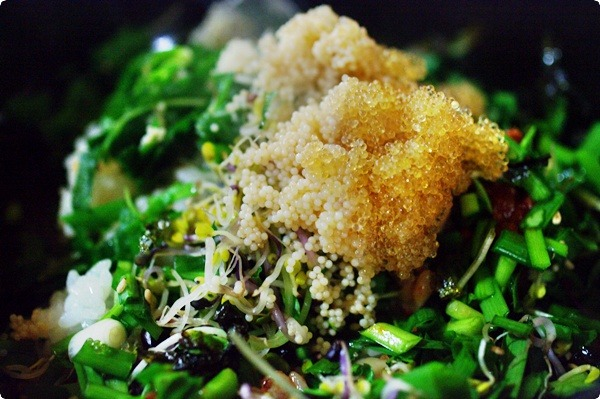
混ぜる前のアルバプ
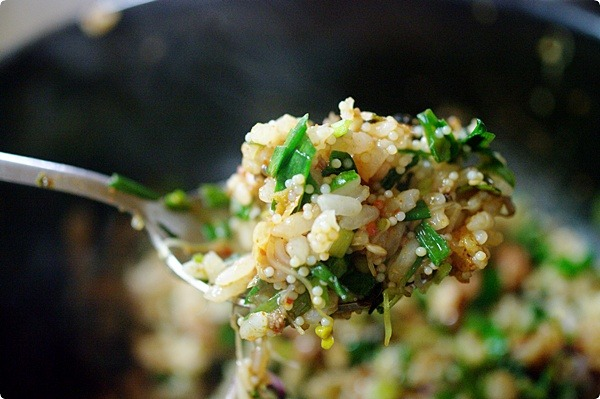
混ぜた後のアルバプ